# Puchar Narodów w saneczkarstwie 2023/2024
Sezon 2023/2024 Pucharu Narodów w saneczkarstwie rozpoczął się 7 grudnia 2023 r. w amerykańskim Lake Placid. Ostatnie zawody z tego cyklu zostały rozegrane 1 marca 2024 r. na torze w łotewskiej Siguldzie.

## Kalendarz Pucharu Narodów
| Lp.   | Data             | Miejscowość | Konkurencja      | 1. miejsce                                            | 2. miejsce                                            | 3. miejsce                                        |
| ----- | ---------------- | ----------- | ---------------- | ----------------------------------------------------- | ----------------------------------------------------- | ------------------------------------------------- |
| 1. PN | 7 grudnia 2023   | Lake Placid | Jedynki kobiet   | Ashley Farquharson                                    | Trinity Ellis                                         | Summer Britcher                                   |
| 1. PN | 7 grudnia 2023   | Lake Placid | Jedynki mężczyzn | Tucker West                                           | Jonathan Gustafson                                    | Alexander Ferlazzo                                |
| 1. PN | 7 grudnia 2023   | Lake Placid | Dwójki kobiet    | Niemcy Dajana Eitberger · Saskia Schirmer             | Ukraina Ołena Steckiw · Ołeksandra Moch               | Czechy Anna Čežíková · Lucie Jansová              |
| 1. PN | 7 grudnia 2023   | Lake Placid | Dwójki mężczyzn  | Austria Thomas Steu · Wolfgang Kindl                  | Włochy Ivan Nagler · Fabian Malleier                  | Włochy Ludwig Rieder · Lukas Gufler               |
| 2. PN | 14 grudnia 2023  | Whistler    | Jedynki kobiet   | Ashley Farquharson                                    | Embyr-Lee Susko                                       | Midori Holland                                    |
| 2. PN | 14 grudnia 2023  | Whistler    | Jedynki mężczyzn | Jonathan Gustafson                                    | Alexander Ferlazzo                                    | Anton Dukacz                                      |
| 2. PN | 14 grudnia 2023  | Whistler    | Dwójki kobiet    | Kanada Embyr-Lee Susko · Beattie Podulsky             | Ukraina Natasza Chytrenko · Wiktorija Kowal           | —                                                 |
| 2. PN | 14 grudnia 2023  | Whistler    | Dwójki mężczyzn  | Włochy Ivan Nagler · Fabian Malleier                  | Niemcy Moritz Jäger · Valentin Steudte                | Stany Zjednoczone Marcus Mueller · Ansel Haugsjaa |
| 3. PN | 5 stycznia 2024  | Winterberg  | Jedynki kobiet   | Hannah Prock                                          | Sandra Robatscher                                     | Embyr-Lee Susko                                   |
| 3. PN | 5 stycznia 2024  | Winterberg  | Jedynki mężczyzn | Kaspars Rinks                                         | Andrij Mandzij                                        | Gints Bērziņš                                     |
| 3. PN | 5 stycznia 2024  | Winterberg  | Dwójki kobiet    | Łotwa Anda Upīte · Zane Kaluma                        | Łotwa Marta Robežniece · Kitija Bogdanova             | Niemcy Elisa-Marie Storch · Pauline Patz          |
| 3. PN | 5 stycznia 2024  | Winterberg  | Dwójki mężczyzn  | Niemcy Moritz Jäger · Valentin Steudte                | Niemcy Max Ewald · Jakob Jannusch                     | Stany Zjednoczone Dana Kellogg · Frank Ike        |
| 4. PN | 12 stycznia 2024 | Igls        | Jedynki kobiet   | Sandra Robatscher                                     | Barbara Allmaier                                      | Verena Hofer                                      |
| 4. PN | 12 stycznia 2024 | Igls        | Jedynki mężczyzn | Jozef Ninis                                           | Gints Bērziņš                                         | Andrij Mandzij                                    |
| 4. PN | 12 stycznia 2024 | Igls        | Dwójki kobiet    | Łotwa Marta Robežniece · Kitija Bogdanova             | Łotwa Anda Upīte · Zane Kaluma                        | Austria Lisa Zimmermann · Dorothea Schwarz        |
| 4. PN | 12 stycznia 2024 | Igls        | Dwójki mężczyzn  | Stany Zjednoczone Dana Kellogg · Frank Ike            | Łotwa Raimonds Baltgalvis · Vitālijs Jegorovs         | Niemcy Moritz Jäger · Valentin Steudte            |
| 5. PN | 2 lutego 2024    | Altenberg   | Jedynki kobiet   | Sigita Bērziņa                                        | Melina Fischer                                        | Nina Zöggeler                                     |
| 5. PN | 2 lutego 2024    | Altenberg   | Jedynki mężczyzn | Timon Grancagnolo                                     | David Nößler                                          | Alex Gufler                                       |
| 5. PN | 2 lutego 2024    | Altenberg   | Dwójki kobiet    | Odwołano                                              | Odwołano                                              | Odwołano                                          |
| 5. PN | 2 lutego 2024    | Altenberg   | Dwójki mężczyzn  | Stany Zjednoczone Zachary DiGregorio · Sean Hollander | Stany Zjednoczone Dana Kellogg · Frank Ike            | Słowacja Tomáš Vaverčák · Matej Zmij              |
| 6. PN | 9 lutego 2024    | Oberhof     | Jedynki kobiet   | Sigita Bērziņa                                        | Nina Zöggeler                                         | Trinity Ellis                                     |
| 6. PN | 9 lutego 2024    | Oberhof     | Jedynki mężczyzn | Gints Bērziņš                                         | Jozef Ninis                                           | Anton Dukacz                                      |
| 6. PN | 9 lutego 2024    | Oberhof     | Dwójki kobiet    | Odwołano                                              | Odwołano                                              | Odwołano                                          |
| 6. PN | 9 lutego 2024    | Oberhof     | Dwójki mężczyzn  | Stany Zjednoczone Zachary DiGregorio · Sean Hollander | Łotwa Eduards Ševics-Mikeļševics · Lūkass Krasts      | Niemcy Max Ewald · Jakob Jannusch                 |
| 7. PN | 16 lutego 2024   | Oberhof     | Jedynki kobiet   | Verena Hofer                                          | Hannah Prock                                          | Sigita Bērziņa                                    |
| 7. PN | 16 lutego 2024   | Oberhof     | Jedynki mężczyzn | Gints Bērziņš                                         | Jozef Ninis                                           | Svante Kohala                                     |
| 7. PN | 16 lutego 2024   | Oberhof     | Dwójki kobiet    | Odwołano                                              | Odwołano                                              | Odwołano                                          |
| 7. PN | 16 lutego 2024   | Oberhof     | Dwójki mężczyzn  | Włochy Ludwig Rieder · Lukas Gufler                   | Stany Zjednoczone Zachary DiGregorio · Sean Hollander | Słowacja Tomáš Vaverčák · Matej Zmij              |
| 8. PN | 23 lutego 2024   | Sigulda     | Jedynki kobiet   | Verena Hofer                                          | Summer Britcher                                       | Nina Zöggeler                                     |
| 8. PN | 23 lutego 2024   | Sigulda     | Jedynki mężczyzn | Gints Bērziņš                                         | Svante Kohala                                         | Anton Dukacz                                      |
| 8. PN | 23 lutego 2024   | Sigulda     | Dwójki kobiet    | Łotwa Anda Upīte · Zane Kaluma                        | Łotwa Viktorija Ziediņa · Selīna Zvilna               | —                                                 |
| 8. PN | 23 lutego 2024   | Sigulda     | Dwójki mężczyzn  | Włochy Ludwig Rieder · Lukas Gufler                   | Chiny Saikeyi Jubayi · Hou Shuo                       | Słowacja Tomáš Vaverčák · Matej Zmij              |
| 9. PN | 1 marca 2024     | Sigulda     | Jedynki kobiet   | Verena Hofer                                          | Summer Britcher                                       | Nina Zöggeler                                     |
| 9. PN | 1 marca 2024     | Sigulda     | Jedynki mężczyzn | Timon Grancagnolo                                     | Andrij Mandzij                                        | Kaspars Rinks                                     |
| 9. PN | 1 marca 2024     | Sigulda     | Dwójki kobiet    | Odwołano                                              | Odwołano                                              | Odwołano                                          |
| 9. PN | 1 marca 2024     | Sigulda     | Dwójki mężczyzn  | Słowacja Tomáš Vaverčák · Matej Zmij                  | Łotwa Raimonds Baltgalvis · Vitālijs Jegorovs         | Chiny Saikeyi Jubayi · Hou Shuo                   |

## Klasyfikacje
| Miejsce | Zawodniczka           | Reprezentacja     | Punkty |
| ------- | --------------------- | ----------------- | ------ |
| 1.      | Verena Hofer          | Włochy            | 629    |
| 2.      | Nina Zöggeler         | Włochy            | 539    |
| 3.      | Trinity Ellis         | Kanada            | 394    |
| 4.      | Barbara Allmaier      | Austria           | 324    |
| 5.      | Sigita Bērziņa        | Łotwa             | 320    |
| 6.      | Tove Kohala           | Szwecja           | 314    |
| 7.      | Ioana Corina Buzățoiu | Rumunia           | 301    |
| 8.      | Summer Britcher       | Stany Zjednoczone | 300    |
| 9.      | Ołena Steckiw         | Ukraina           | 283    |
| 10.     | Embyr-Lee Susko       | Kanada            | 227    |
|         |                       |                   |        |
| 15.     | Klaudia Domaradzka    | Polska            | 203    |

| Miejsce | Zawodnik           | Reprezentacja | Punkty |
| ------- | ------------------ | ------------- | ------ |
| 1.      | Gints Bērziņš      | Łotwa         | 515    |
| 2.      | Jozef Ninis        | Słowacja      | 507    |
| 3.      | Anton Dukacz       | Ukraina       | 456    |
| 4.      | Andrij Mandzij     | Ukraina       | 435    |
| 5.      | Alexander Ferlazzo | Australia     | 412    |
| 6.      | Alex Gufler        | Włochy        | 395    |
| 7.      | Svante Kohala      | Szwecja       | 347    |
| 8.      | Valentin Crețu     | Rumunia       | 329    |
| 9.      | Marián Skupek      | Słowacja      | 312    |
| 10.     | Timon Grancagnolo  | Niemcy        | 263    |
|         |                    |               |        |
| 22.     | Mateusz Sochowicz  | Polska        | 124    |
| 43.     | Arkadiusz Trojga   | Polska        | 24     |

| Miejsce | Zawodniczki                          | Reprezentacja | Punkty |
| ------- | ------------------------------------ | ------------- | ------ |
| 1.      | Anda Upīte Zane Kaluma               | Łotwa         | 285    |
| 2.      | Marta Robežniece Kitija Bogdanova    | Łotwa         | 185    |
| 3.      | Elisa-Marie Storch Pauline Patz      | Niemcy        | 130    |
| 4.      | Adikeyoumu Gulijienaiti Zhao Jiaying | Chiny         | 115    |
| 5.      | Embyr-Lee Susko Beattie Podulsky     | Kanada        | 100    |
| 5.      | Dajana Eitberger Saskia Schirmer     | Niemcy        | 100    |
| 7.      | Viktorija Ziediņa Selīna Zvilna      | Łotwa         | 85     |
| 7.      | Natasza Chytrenko Wiktorija Kowal    | Ukraina       | 85     |
| 7.      | Ołena Steckiw Ołeksandra Moch        | Ukraina       | 85     |
| 10.     | Anna Čežíková Lucie Jansová          | Czechy        | 70     |
| 10.     | Lisa Zimmermann Dorothea Schwarz     | Austria       | 70     |

| Miejsce | Zawodnicy                                 | Reprezentacja     | Punkty |
| ------- | ----------------------------------------- | ----------------- | ------ |
| 1.      | Vasile Marian Gîtlan Darius Lucian Șerban | Rumunia           | 435    |
| 2.      | Ihor Hoj Nazarij Kaczmar                  | Ukraina           | 413    |
| 3.      | Ludwig Rieder Lukas Gufler                | Włochy            | 380    |
| 4.      | Tomáš Vaverčák Matej Zmij                 | Słowacja          | 365    |
| 5.      | Saikeyi Jubayi Hou Shuo                   | Chiny             | 363    |
| 6.      | Devin Wardrope Cole Zajanski              | Kanada            | 328    |
| 7.      | Dana Kellogg Frank Ike                    | Stany Zjednoczone | 315    |
| 8.      | Huang Yebo Peng Junyue                    | Chiny             | 299    |
| 9.      | Zachary DiGregorio Sean Hollander         | Stany Zjednoczone | 285    |
| 10.     | Moritz Jäger Valentin Steudte             | Niemcy            | 255    |